# Čovek po imenu Uve
Čovek po imenu Uve (енгл. A Man Called Ove; швед. En man som heter Ove) roman je Fredrika Bakmana, švedskog kolumniste, blogera i pisca. Original je objavljen na švedskom jeziku 2012, a 2013. godine na engleskom jeziku u Americi. Engleska verzija ovog romana je dostigla prvo mesto na top listi New York Timesa 18 meseci nakon izdavanja i zadržala se na tom mestu 42 nedelje. Preveden je na 40 jezika i nalazi se na petom mestu po broju prodatih primeraka u 2016. godini.

## Rezime radnje
Bakman prati jednog prosečnog čoveka, koji nije nešto posebno obrazovan, pripadnika je više nižeg nego srednjeg sloja. Povremeno se vraća u njegovu prošlost što čitaocima omogućava upoznavanje sa glavnom ličnošću romana i prepoznavanje razloga zbog kojih je postao takav kakav je.
Ovaj roman je jedna topla priča o čoveku koji je džangrizalo i ne libi se da svakome u lice kaže sve što misli. I ako mu se neko ne sviđa, otvoreno mu to saopštava. On je uvek mrzovoljan, ali iza toga se skriva duboka tuga zbog svih nedaća koje su ga snašle u životu.
U romanu nema ničeg spektakularnog. On je lik u čijem prisustvu će vam uvek biti neprijatno zbog istine koja se krije iza njegovih primedaba. Ceo život mu se menja kad se u susedstvu dosele nove komšije. Parven je navalentna trudna komšinica iranskog porekla. Doseljavanjem u novu kuću u komšiluku potrebne su joj različite alatke da bi mogla nešto da ispopravlja po kući. A Uve sve to ima u svojoj garaži i ume sve da popravlja. Njen muž je kompjuterski inženjer, ali prilično nesposoban za bilo kakve popravke po kući. Uve ga je nazivao nesposobnjakovićem, naročito kad se popeo na merdevine, pao i polomio nogu.
Ima bivšeg prijatelja s Alchajmerom, gojaznog komšiju, bubuljičavog tinejdžera, odrpanu mačku koja se sama pojavila na pragu njegove kuće i jedinu ljubav Sonju, koja i nakon smrti daje smisao njegovom životu.
Vozi Sab. Ljubav prema Sabu za Uvea znači ljubav prema Švedskoj. On ne voli automobile sa zatamnjenim staklima, ljude u odelima koji ih voze i sve što ga asocira na novi način života.

## Likovi
- Uve - Džangrizav 59-godišnjak koji je nedavno poslat u penziju
- Sonja - Uveova preminula žena
- Parven - Uveova komšinica,trudna žena iranskog porekla i majka dvoje dece
- Patrik - Parvenin muž koga Uve zove Nesposobnjaković
- Rune - Uveov bivši prijatelj koji sada ima Alchajmerovu bolest
- Anita - Runeova žena
- Adrijan - poštar
- DŽimi - komšija sa prekomernom težinom

## Film i adaptacije
U januaru 2015. godine pozorišni komad rađen na osnovu ove knjige, sa Johanom Reburgom u glavnoj ulozi, imao je svoju premijeru u Stokholmu. Nakon toga, snimljen je i film koji je premijerno prikazan 25. decembra 2015. godine, sa Rolfom Lasgardom u glavnoj ulozi. Godine 2017. je švedski film snimljen po ovom romanu nominovan za Oskara.

## Audio knjige
U julu 2014. godine Dreamscape media je objavila audio verziju knjige na engleskom jeziku koju je čitao američki glumac Džordž Njubern.

## Spoljašnje veze
- Čovek po imenu Uve na IMDb
- Frederik Bekmanov vebsajt Архивирано на веб-сајту  (21. фебруар 2016)
- Citati iz knjige Čovek po imenu Uve
- Knjiga na poklon
- Ovo čitaju Beograđani